# Synchiropus altivelis
Synchiropus altivelis, tên thông thường là cá đàn lia vây cao, là một loài cá biển thuộc chi chi Cá đàn lia gai trong họ Cá đàn lia. Loài này được mô tả lần đầu tiên vào năm 1845. Ở Việt Nam, S. altivelis có tên thông thường là cá đàn lia gai xuôi.

## Phân bố và môi trường sống
S. altivelis có phạm vi phân bố ở Tây Thái Bình Dương. Loài này được biết đến từ phía nam Nhật Bản, trải rộng xuống bờ đông - nam Trung Quốc, vịnh Bắc Bộ và khắp Philippines. Xa nhất ở phía nam mà S. altivelis được ghi nhận là tại đảo Java. S. altivelis sống trên đáy cát, được tìm thấy ở độ sâu khoảng từ 71 đến 566 m.

## Mô tả
Chiều dài tối đa được ghi nhận ở S. altivelis là khoảng 17 cm. Chúng là loài dị hình giới tính. Vây lưng thứ nhất cao hơn vây lưng thứ hai ở cả cá đực lẫn cá mái. Gai vây lưng đầu tiên ở cá đực có một sợi vây dài. Vây lưng thứ hai thẳng tắp ở cá mái, nhưng lõm ở cá đực; tia vây đầu tiên vươn dài. Vây hậu môn tương đối thấp ở cá mái, lớn hơn ở cá đực. Vây đuôi thon dài ở con đực, có nhiều sợi dài; đuôi cá mái ngắn hơn, không có các sợi vây. Vây lưng thứ nhất trắng nhạt ở cá đực, và có thêm một đốm đen trên màng vây thứ ba của cá mái. Vây hậu môn trắng nhạt ở cá đực, và có nhiều đốm ở cá mái. Vây đuôi và vây bụng trắng nhạt ở cả hai giới.
Số gai ở vây lưng: 4; Số tia vây mềm ở vây lưng: 8; Số gai ở vây hậu môn: 0; Số tia vây mềm ở vây hậu môn: 7; Số tia vây mềm ở vây ngực: 19 - 20; Số gai ở vây bụng: 1; Số tia vây mềm ở vây bụng: 5.